# La Faculté
35°45′36″N 10°48′29″Ø / 35.760120°N 10.808017°Ø
La Faculté er en jernbanestation i Monastir, Tunesien. Stationen drives af Société Nationale des Chemins de Fer Tunisiens.
Stationens perroner ligger på to sider af en sportrekant. Tog fra stationen kører på den elektrificerede, metersporede Sahel Metro-linje og betjener Sousse mod nord og Mahdia mod syd, så vel som Monastir.